# Viorica Cortez
 (juin 2024).
Si vous disposez d'ouvrages ou d'articles de référence ou si vous connaissez des sites web de qualité traitant du thème abordé ici, merci de compléter l'article en donnant les références utiles à sa vérifiabilité et en les liant à la section « Notes et références ».
Viorica Cortez, née le 26 décembre 1935 à Iași, est une mezzo-soprano roumaine. Elle est considérée comme une artiste à la voix sombre et puissante et d'une forte présence scénique.

## Biographie
Née dans une famille de musiciens, elle étudie d'abord au conservatoire de musique de Iași, puis à l'Académie de musique de Bucarest avec Arta Florescu. Elle chante alors dans le chœur Moldova de Iași et le chœur philharmonique de Bucarest. En 1964, elle chante Orphée dans l'Orphée et Eurydice de Gluck au conservatoire de Iași, puis participe à différents concours de chant et remporte notamment le prix Kathleen Ferrier, et un premier prix du Concours International de Chant de Toulouse dont le jury est présidé par Emmanuel Bondeville qu'elle épousera en 1974.
Elle débute au Capitole de Toulouse en 1965, en Dalila dans Samson et Dalila puis dans Carmen. Elle est alors embauchée dans des maisons d'opéra françaises : Samson et Dalila à Rouen (1967) et Azucena d'Il Trovatore à Mulhouse (1968). Sa carrière s'accélère et elle est rapidement demandée dans les plus grandes salles lyriques d'Europe et d'Amérique. Elle chante alors à l'opéra national de Bucarest (1965-68), puis débute au Festival de Salzbourg dans Carmen (1969), à Barcelone dans La Favorite (1969) avec Giacomo Aragall, et au Royal Opera House de Londres dans Carmen (1969) et Le Roi d'Ys (1970). Après une tournée aux Etats-Unis en 1970 comprenant le Requiem de Verdi au Carnegie Hall avec Martina Arroyo, elle chante La Favorite et Eboli dans Don Carlos à Bordeaux. Elle débute alors en Italie en chantant Dalila avec Mario del Monaco sous la direction de Georges Prêtre au Teatro San Carlo de Naples dans Samson et Dalila (1970) puis à la Scala de Milan (1971) et dans Salomé à l'Opéra de Rome (1971). Après Carmen et La Favorite à Bilbao, la fin de l'année 1971 l'amène à nouveau à la Scala de Milan pour chanter le Requiem de Verdi, dans une version considérée comme une référence, en compagnie de Gundula Janowitz, Placido Domingo et Nicolai Ghiaurov, sous la direction de Claudio Abbado. Elle débute au Metropolitan Opera de New York en 1971 dans Carmen avec Richard Tucker, puis chante Adalgisa aux côtés de la Norma de Montserrat Caballé à Naples. Après une nouvelle Carmen à la Scala de Milan avec Giuseppe Di Stefano et Gabriel Bacquier, elle débute aux arènes de Vérone en Amnéris d'Aida aux côtés de Franco Corelli puis revient à Milan pour interpréter Ulrica d'Un Ballo in Maschera avec Placido Domingo et Piero Cappuccilli. En 1973, elle chante Hérodiade à l'opéra de Nice, débute à l'Opéra d'État de Vienne dans Aida avec Gwyneth Jones, Placido Domingo, sous la direction de Riccardo Muti, et chante Carmen à Lisbonne avec Franco Corelli, Il Trovatore au Metropolitan Opera avec Placido Domingo et Montserrat Caballé, La Gioconda aux Arènes de Vérone avec Carlo Bergonzi, avant de débuter au Lyric Opera de Chicago dans Maria Stuarda avec Montserrat Caballé et Carmen avec James King.
En 1974, elle épouse le compositeur Emmanuel Bondeville et crée le rôle de Cléopâtre dans son opéra Antoine et Cléopâtre à l'opéra de Rouen, qui sera repris à Toulouse en 1977. Elle fait ses débuts très attendus au palais Garnier de Paris dans Don Quichotte avec Nicolaï Ghiaurov et Robert Massard, sous la direction de Georges Prêtre et la mise en scène de Peter Ustinov, où elle chantera jusqu'en 1987. Elle chante ensuite l'Armide de Gluck à Naples, Il Cappello di paglia di Firenze à Rome sous la direction du compositeur Nino Rota puis enchainera les Carmen, Dalila, Azucena, Adalgisa à Milan, Paris, Nice, Lisbonne, Vérone, avant de chanter Tancredi à Martina Franca et Les Contes d'Hoffmann à Chicago en 1976. L'année 1977 la voit chanter Oberto Conte di San Bonifacio à Bologne, Don Carlo à Lisbonne avec Cesare Siepi, Il Trovatore à l'Opéra de Marseille avec Giorgio Zancanaro, La Damnation de Faust sous la direction de Seiji Ozawa au Palais des Sports de Paris, le Requiem de Verdi à Avignon avec Carlo Bergonzi, L'incoronazione di Poppea pour la RAI avec Cesare Siepi et Martine Dupuy, et Il Trovatore au Metropolitan Opera. Son année 1978 débute avec une Carmen à Marseille et enchainera les Carmen, Dalila, Charlotte de Werther, Maria Stuarda, Adalgisa, Amnéris, Ulrica et Eboli sur un rythme effréné jusqu'à Hérodiade aux Chorégies d'Orange en 1987. Pendant cette période, on peut noter Werther à Avignon avec Alain Vanzo (1979), Nabucco à l'Opéra Garnier avec Sherrill Milnes, Grace Bumbry, et Ruggero Raimondi (1979), Oedipux Rex sous la direction de Seiji Ozawa à Garnier (1979), Aida et Carmen au Metropolitan Opera (1979), Orphée et Euridyce à l'Opéra de Nice (1980), Un ballo in maschera avec José Carreras, Katia Ricciarelli et Leo Nucci (1981), Samson et Dalila à Central Park (1981), Il Trovatore avec Leontyne Price (1982) et Adriana Lecouvreur avec Renata Scotto et Placido Domingo (1983) au Metropolitan Opera, Klytemnestre dans Elektra a San Francisco (1984), Yolanta de Tchaikovski à Paris avec Galina Vichnevskaïa et Nicolai Gedda sous la direction de Mstislav Rostropovitch (1984), ou Salomé à Paris avec Edda Moser (1985).
Le rythme des représentations diminue à partir de 1988 mais sa carrière sur scène se poursuit jusqu'en 2013 : La Gioconda au Liceu de Barcelone avec Grace Bumbry et Fiorenza Cossotto (1988), Suor Angelica à Madrid avec Raina Kabaivanska (1993), Hamlet à Vienne (1994), Sigurd à l'Opéra de Marseille (1995), L'Arlésienne à Montpellier (1996), Candide de Leonard Bernstein à Liège (1999), Les Contes d'Hoffmann aux Chorégies d'Orange avec Natalie Dessay (2000), Bérénice de d'Albéric Magnard à Marseille (2001), Vanessa à Strasbourg (2003), Jenufa avec Nina Stemme et Eva Marton (2005), Cavalleria rusticana avec Violeta Urmana (2007) et Andrea Chénier avec José Cura (2007) à Barcelone, Dialogues des carmélites à Oviedo (2008) et Cavalleria rusticana à Marseille (2011) et Séville (2013).
Viorica Cortez s'est illustrée dans un vaste répertoire, notamment en Carmen, Charlotte, Adalgisa, Giovanna Seymour, Elisabetta, Leonora, Azucena, Ulrica, Eboli, Amneris, Laura, Princesse de Bouillon, Brangäne, Kundry, Marina, etc.
Viorica Cortez donne des masterclasses en France et dans sa Roumanie natale et chante en compagnie d'artistes comme Teodor Ilincai, Axia Marinescu, Leontina Vaduva, et participe à de nombreux jurys de concours de chant.

## Distinctions
- Chevalière de la Légion d'honneur (2021)[2]